# Бортничи (электродепо)
Электродепо́ «Бо́ртничи» — запроектированное ранее и не построенное электродепо Киевского метрополитена, которое должно было обслуживать Сырецко-Печерскую линию.

## История
После пуска левобережных станций Сырецко-Печерской линии в 1994 году, на месте озера Вырлица было запланировано строительство электродепо для новой линии — согласно планам того времени линию не предполагалось расширять далее на восток. Недалеко от станции «Харьковская» было построено ответвление тоннелей в сторону озера Вырлица, часть которого предполагалось засыпать для постройки депо. Однако, учитывая большую стоимость подготовительных работ по намыву песка и устройству очистных сооружений, строительство электродепо так и не были начаты. Позже планы строительства метро изменились, было решено продлевать линию на восток, а новое электродепо, «Харьковское», было построено в лесу около станции «Красный хутор» и открыто в 2007 году.